# Tylogonus vittatus
Tylogonus vittatus är en spindelart som först beskrevs av Pickard-Cambridge F. 1901.  Tylogonus vittatus ingår i släktet Tylogonus och familjen hoppspindlar. Inga underarter finns listade i Catalogue of Life.